# لباس صورتی مریلین مونرو
مریلین مونرو در فیلم ۱۹۵۳ آقایان موطلایی‌ها را ترجیح می‌دهند به کارگردانی هاوارد هاکس فیلمنامه‌نویس آمریکایی، لباس صورتی جیغی به تن دارد. این لباس توسط طراح صحنه و لباس ویلیام تراویلا ساخته شد و در یکی از مشهورترین صحنه‌های فیلم مورد استفاده قرار گرفت، که پس از آن مورد الگو و تقلیدهای زیادی شد، به‌طور قابل توجهی توسط مدونا در موزیک ویدیوی آهنگ «دختر مادی» در سال ۱۹۸۵ استفاده شد.

## تاریخ

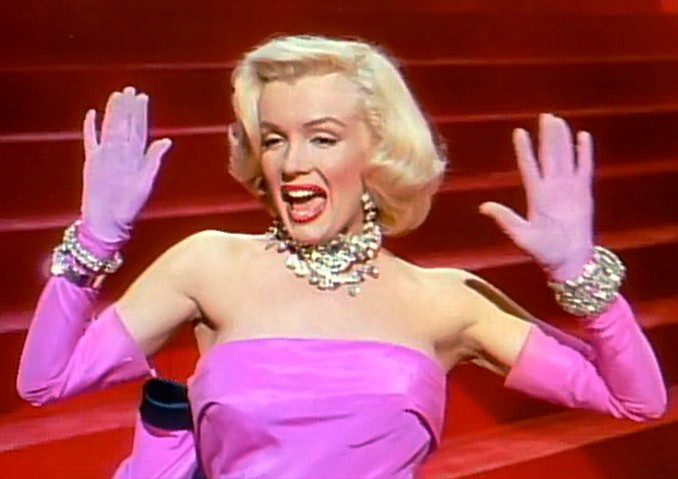
مریلین مونرو با دستکش‌های اپرا در «آقایان بلوندها را ترجیح می‌دهند»

زمانی که طراح لباس ویلیام تراویلا، که همچنین با نام تراویلا شناخته می‌شود، همکاری با مریلین مونرو را آغاز کرد، قبلاً برای کارش در ماجراهای دون خوان در سال ۱۹۴۸ برنده جایزه اسکار شده بود. تراویلا لباس‌های مریلین مونرو را در هشت فیلم طراحی کرد و بعدها ادعا کرد که رابطه کوتاهی با مونرو نیر داشته‌است. در سال ۱۹۵۳، تراویلا لباس‌های فیلم جنتلمن‌ها بلوندها را ترجیح می‌دهند را طراحی کرد.
در اصل، مونرو قرار بود یک لباس نمایشی جذاب بپوشد که نزدیک به ۴۰۰۰ دلار (۱۹۵۳ دلار) هزینه داشت. در طراحی آن جواهراتی روی بدنه تور مشکی دوخته شده بود و تا سینه کشیده شده بود، سپس با پارچه نامرئی پوشانده شده بود و با انبوهی از الماس تزئین شده بود.
در طول تولید، به اطلاع همگانی رسید که مونرو در سال ۱۹۴۹، قبل از اینکه شناخته شود، برای یک تقویم برهنه ژست گرفته بود. به تراویلا گفته شده بود تا لباسی جدید و که جلب توجه کمتری در پی داشته باشد طراحی کند تا مونرو را از جنجال دور کند و او لباس صورتی را به عنوان جایگزینی در آخرین لحظه طراحی کرد.
این لباس صورتی توسط مونرو در نقش لورلی لی در سکانس معروفی از فیلم پوشیده شد که در آن بازیگر ترانه «الماس‌ها بهترین دوست دختر هستند» را می‌خواند. این رقص و آهنگ به همراه چندین خواستگار با لباس شام همراهی می‌شود. یادداشت‌های تراویلا نشان می‌دهد که مونرو در صحنه دو مدل مشابه به تن داشت، زیرا زمان زیادی برای فیلم‌برداری به طول می‌انجامید و لباس به دلیل بلندی، بسیار مستعد کثیف شدن روی آن بود.
تنها لباس صورتی به جا مانده در ۱۱ ژوئن ۲۰۱۰ با قیمت تخمینی بین ۱۵۰۰۰۰ تا ۲۵۰۰۰۰ دلار به حراج گذاشته شد و به عنوان مهم‌ترین لباس فیلمی که تا به حال به حراج آمده توصیف شد. این لباس در نهایت به قیمت ۳۷۰۰۰۰ دلار فروخته شد.
مریلین مونرو نسخه سفید این لباس (بدون پاپیون) را در اولین نمایش فیلمش هیچ شغلی مثل نمایش نیست در سال ۱۹۵۴ پوشید. او به‌طور گسترده با پوشیدن این لباس با خز سفید و با یک جفت دستکش اپرا عکس گرفته شد.

## طرحی
این لباس از پارچه ابریشمی پیو انژ (peau d'ange) صورتی جیغ ساخته شده‌است که با ابریشم/ساتن مشکی پوشش داده شده‌است و توسط ویلیام تراویلا طراحی شده‌است. لباس مجلسی تا زمین بدون بند است و دارای یقه صاف است. صحنه ای که لباس را به نمایش می‌گذارد یک شکاف در پشت لباس اضافه شده‌است تا امکان حرکت را فراهم کند. پاپیون با ساتن مشکی آستر شده و از یک طرف لباس پشت چین دار شده و روی آن تا شده و به قسمت دیگر وصل می‌شود.
این لباس همچنین دارای دستکش‌های اپرا دو رنگ است. دستکش‌ها عمدتاً از همان پارچه صورتی پیو انژ ساخته شده بودند، در حالی که قسمت کف دست از رنگ‌های صورتی روشن‌تر ساخته شده بود.

## تأثیر بر فرهنگ عامه
در طول سال‌ها، لباس صورتی مونرو به نماد مد و فیلم تبدیل شده‌است و مانند لباس سفید او اغلب الگوبرداری می‌شود. یکی از معروف‌ترین آنها، توسط مدونا در موزیک ویدیوی دختر مادی در سال ۱۹۸۵ به نمایش درآمد.
فیلم پرندگان شکاری محصول ۲۰۲۰ حاوی صحنه‌ای است که به «الماس‌ها بهترین دوست یک دختر هستند» اشاره می‌کند. شخصیت اصلی هارلی کویین با پوشیدن لباسی به همان سبک صورتی و جواهرات درست مانند شخصیت مونرو در فیلم، در حالی که آهنگ در پس‌زمینه پخش می‌شود، وارد یک سکانس می‌شود.